# گیلبی (داکوتای شمالی)
گیلبی(به انگلیسی: Gilby) شهری در ایالت داکوتای شمالی کشور ایالات متحده آمریکا است که جمعیت آن در سرشماری سال ۲۰۱۰ میلادی، ۲۳۷ نفر بوده‌است.